# 言えないよ
「言えないよ」（いえないよ）は、1994年5月1日に発売された郷ひろみ66作目のシングル。

## 解説
前作「僕がどんなに君を好きか、君は知らない」に続く郷のバラード3部作の2作目。TBS系ドラマ『お見合いの達人』主題歌＆フジテレビ系『上岡龍太郎にはダマされないぞ!』エンディングテーマとしても使われている。オリコン週間順位は最高27位に留まるも、1982年の「哀愁のカサブランカ」以来の35万枚を超すロングセラーとなりオリコン100位内に通算39週ランクインされ郷の最高記録となった（2番目は「GOLDFINGER '99」の通算31週）。

## 収録曲
1. 言えないよ（5分00秒）
  - 作詞：康珍化／作曲：都志見隆／編曲：山本健司
2. TRY LOVE
  - 作詞：南風沙子／作曲：郷ひろみ／編曲：林有三
3. 言えないよ（オリジナル・カラオケ）

## カバー
- 及川光博 - アルバム『夜想曲-ノクターン-』（2005年）に収録。
- 倖田來未 - カバー・アルバム『ETERNITY〜Love & Songs〜』（2010年）に収録。